# التوظيف حسب الرغبة
في قانون العمل في الولايات المتحدة التوظيف حسب الرغبة هو قدرة صاحب العمل على فصل موظف لأي سبب (أي دون الحاجة إلى إثبات "سبب عادل" لإنهاء الخدمة) ودون سابق إنذار طالما أن السبب هو غير قانوني (على سبيل المثال الفصل من العمل بسبب جنس الموظف أو التوجه الجنسي أو العرق أو الدين أو حالة الإعاقة). عندما يتم الاعتراف بأن الموظف يتم تعيينه "حسب الرغبة" ترفض المحاكم الموظف أي مطالبة بالتعويض عن الخسارة الناتجة عن الفصل. يتم تبرير القاعدة من قبل مؤيديها على أساس أنه يجوز للموظف بالمثل ترك وظيفته دون سبب أو تحذير. ينظر إلى هذه الممارسة على أنها غير عادلة من قبل أولئك الذين يرون أن علاقة العمل تتسم بعدم المساواة في القدرة على المساومة.
أصبح التوظيف حسب الرغبة تدريجيا القاعدة الافتراضية بموجب القانون العام لعقد العمل في معظم الولايات الأمريكية خلال أواخر القرن التاسع عشر وأيدته المحكمة العليا للولايات المتحدة خلال حقبة لوشنر عندما سعى أعضاء القضاء الأمريكي بوعي لمنع التنظيم الحكومي لأسواق العمل. على مدار القرن العشرين عدلت العديد من الدول القاعدة بإضافة عدد متزايد من الاستثناءات أو عن طريق تغيير التوقعات الافتراضية في عقد العمل تماما. في أماكن العمل ذات النقابات العمالية المعترف بها لأغراض المفاوضة الجماعية وفي العديد من وظائف القطاع العام فإن المعيار العادي للفصل هو أن صاحب العمل يجب أن يكون لديه "سبب عادل". خلافا لذلك وفقا للحقوق القانونية (لا سيما حظر التمييز بموجب قانون الحقوق المدنية لعام 1964) تلتزم معظم الولايات بالمبدأ العام الذي ينص على أنه يجوز لصاحب العمل والموظف التعاقد للحصول على الحماية من الفصل التي يختارونها. لا يزال التوظيف حسب الرغبة مثيرا للجدل ويظل موضوعا مركزيا للنقاش في دراسة القانون والاقتصاد لا سيما فيما يتعلق بكفاءة الاقتصاد الكلي للسماح لأصحاب العمل بإنهاء الموظفين بشكل عاجل وتعسفي.

## التعريف
يتم وصف التوظيف حسب الرغبة عموما على النحو التالي: "يُفترض أن يكون أي "توظيف حسب الرغبة" أي أن صاحب العمل حر في تسريح الأفراد" لسبب وجيه أو لسبب سيء أو بدون سبب على الإطلاق" يتمتع الموظف بنفس القدر من الحرية في ترك العمل أو الإضراب أو التوقف عن العمل بطريقة أخرى".
ينص القسم 2922 من قانون العمل على افتراض أنه يجوز لصاحب العمل إنهاء خدمة موظفيه متى شاء لأي سبب أو بدون سبب. من باب أولى قد يتصرف صاحب العمل بشكل قطعي أو تعسفي أو غير متسق دون تقديم حماية محددة مثل تحذير مسبق أو إجراءات عادلة أو تقييم موضوعي أو إعادة تعيين تفضيلية. نظرا لأن علاقة العمل "تعاقدية أساسا" فإن القيود المفروضة على امتيازات صاحب العمل هذه هي مسألة اتفاق محدد بين الطرفين صريحا أو ضمنيا في الواقع. مجرد وجود علاقة عمل لا يعطي أي توقع يحميها القانون بأن العمل سيستمر أو سينتهي فقط بشروط معينة ما لم يكن الطرفان قد تبنيا بالفعل مثل هذه الشروط. وبالتالي إذا كانت قرارات الإنهاء التي يتخذها صاحب العمل مهما كانت تعسفية لا تنتهك مثل هذا الحكم الموضوعي للعقد فلا يمنعها العهد من ذلك.
تُعد إخلاء المسؤولية عن العمل حسب الرغبة عنصرا أساسيا في كتيبات الموظفين في الولايات المتحدة. من الشائع أن يحدد أصحاب العمل ما يعنيه التوظيف حسب الرغبة ويشرحون أن حالة الموظف حسب الرغبة لا يمكن تغييرها إلا في كتابة موقعة من رئيس الشركة (أو الرئيس التنفيذي) ويطلبون من الموظف أن يوقع إقرارا به. ومع ذلك عارض المجلس الوطني لعلاقات العمل ممارسة تضمين لغة إخلاء المسؤولية هذه باعتبارها غير قانونية والتي تعلن أن طبيعة العمل حسب الرغبة لا يمكن تغييرها دون موافقة كتابية من الإدارة العليا.</ref>

## الخلفية التاريخية
نصت قاعدة القانون العام الأصلية لفصل الموظفين وفقا لوليام بلاكستون على أنه ما لم يتم الاتفاق على ممارسة أخرى فسيتم اعتبار الموظفين مُعينين لمدة محددة تبلغ عام واحد. على مدى القرن التاسع عشر التزمت معظم الولايات في الشمال بالقاعدة التي تنص على أن الفترة التي يتقاضى خلالها الموظف (أسبوع أو شهر أو سنة) تحدد فترة الإشعار التي يجب تقديمها قبل الفصل. على سبيل المثال في عام 1870 في ولاية ماساتشوستس رأت تاترسون ضد شركة سوفولك للتصنيع أن مدة تعيين الموظف تملي فترة الإخطار الافتراضية. على النقيض من ذلك في ولاية تينيسي قررت محكمة في عام 1884 أنه يجب السماح لصاحب العمل بفصل أي عامل أو أي عدد من العمال لأي سبب على الإطلاق. يمكن للفرد أو الاتفاق الجماعي وفقا للمبدأ العام لحرية التعاقد أن ينص دائما على أنه لا ينبغي فصل الموظف إلا لسبب وجيه أو "سبب عادل" أو أن ممثلي الموظفين المنتخبين سيكون لهم رأي بشأن ما إذا كان يجب أن يكون الفصل ساري المفعول. ومع ذلك فإن موقع العامل النموذجي في القرن التاسع عشر يعني أن هذا كان نادرا.
عادة ما يتم تتبع ممارسة وقت الإرادة إلى أطروحة نشرها هوراس جراي وود في عام 1877 تسمى السيد والخادم. استشهد وود بأربع قضايا في الولايات المتحدة كسلطة لحكمه بأنه عندما يكون التوظيف لأجل غير مسمى فإن عبء الإثبات يقع على الخادم لإثبات أن مدة العمل غير المحددة كانت لمدة عام واحد. في قضية توسان ضد بلو كروس وبلو شيلد أوف ميشيغان أشارت المحكمة إلى أن "قاعدة وود سرعان ما تم الاستشهاد بها كسلطة لاقتراح آخر". على الأقل كانت القاعدة تنص على وجوب إخطار الموظفين قبل الفصل وفقًا لفترات عقدهم.
في نيويورك كانت القضية الأولى التي تبنت حكم وود هي قضية مارتن ضد شركة نيويورك للتأمين على الحياة (1895). كتب القاضي إدوارد ت. بارتليت أن قانون نيويورك يتبع الآن أطروحة وود مما يعني أنه يمكن فصل الموظف الذي حصل على 10 آلاف دولار مدفوعة الأجر على مدار عام على الفور. ولم تشر القضية إلى السلطة السابقة. قبل ذلك بأربع سنوات اعتبر آدامز ضد فيتزباتريك (1891) أن قانون نيويورك يتبع الممارسة العامة المتمثلة في طلب إشعار مشابه لفترات الدفع. ومع ذلك استمرت حالات نيويورك اللاحقة في اتباع قاعدة الإرادة في أوائل القرن العشرين.
رأت بعض المحاكم أن القاعدة تتطلب من الموظف إثبات عقد صريح لمدة محددة من أجل الحفاظ على إجراء يستند إلى إنهاء التوظيف. وهكذا ولدت قاعدة التوظيف الأمريكية حسب الرغبة والتي سمحت بالتسريح بدون سبب. تم تبني هذه القاعدة من قبل جميع الولايات الأمريكية. في عام 1959 تم إنشاء أول استثناء قضائي لقاعدة الإرادة من قبل إحدى محاكم الاستئناف في كاليفورنيا. في وقت لاحق في قضية بارزة عام 1980 تتعلق بشركة أركو أيدت المحكمة العليا في كاليفورنيا القاعدة التي أوضحتها أولا محكمة الاستئناف. تُعرف الدعاوى المدنية الناتجة من قبل الموظفين الآن في كاليفورنيا باسم إجراءات تاميني لإنهاء الخدمة غير المشروع في انتهاك للسياسة العامة.
منذ عام 1959 تم إنشاء العديد من القانون العام والاستثناءات القانونية للتوظيف حسب الرغبة.
يحمي القانون العام الموظف من الانتقام إذا عصى الموظف صاحب العمل على أساس أن صاحب العمل أمره أو أمرها بفعل شيء غير قانوني أو غير أخلاقي. ومع ذلك في معظم الحالات يظل عبء الإثبات على عاتق الموظف المسرح. لا توجد ولاية أمريكية ولكن ولاية مونتانا اختارت تعديل قانون التوظيف حسب الرغبة. في عام 1987 أقر المجلس التشريعي في مونتانا قانون الإعفاء الخاطئ من العمل. يعتبر قانون الإعفاء الخاطئ من العمل فريد من نوعه من حيث أنه على الرغم من أنه يدعي الحفاظ على مفهوم الإرادة في قانون العمل إلا أنه يعدد أيضا الأساس القانوني لإجراء تسريح غير مشروع. بموجب قانون الإعفاء الخاطئ من العمل يكون التسريح خاطئا فقط إذا: "كان انتقاما لرفض الموظف انتهاك السياسة العامة أو للإبلاغ عن انتهاك للسياسة العامة ولم يكن التسريح لسبب وجيه وكان الموظف قد أكمل فترة اختبار صاحب العمل لمدة التوظيف أو أن صاحب العمل انتهك الأحكام الصريحة لسياسة الموظفين المكتوبة الخاصة به".
يمكن تجاوز مبدأ التوظيف حسب الرغبة من خلال عقد صريح أو قوانين الخدمة المدنية (في حالة موظفي الحكومة). يتمتع ما يصل إلى 34٪ من جميع الموظفين الأمريكيين على ما يبدو بالحماية من نوع ما من "السبب العادل" أو المطلب المعقول الموضوعي لإنهاء الخدمة والذي يخرجهم من فئة "حسب الرغبة" بما في ذلك 7.5٪ من القطاع الخاص النقابي العمال و 0.8٪ من العاملين في القطاع الخاص غير النقابيين المحميين بموجب عقود النقابات و 15٪ من العاملين في القطاع الخاص غير النقابيين الذين لديهم عقود فردية صريحة تتجاوز عقيدة الإرادة و 16٪ من إجمالي القوى العاملة الذين يتمتعون بحماية الخدمة المدنية كموظفين في القطاع العام.

## حسب الولاية

### استثناءات السياسة العامة

الولايات الأمريكية (باللون الوردي) باستثناء السياسة العامة.

بموجب استثناء السياسة العامة لا يجوز لصاحب العمل فصل موظف إذا كان الإنهاء ينتهك عقيدة السياسة العامة للدولة أو قانون الولاية أو القانون الفيدرالي.
يتضمن ذلك الانتقام من موظف بسبب قيامه بعمل يتوافق مع السياسة العامة (مثل التحذير المتكرر من أن صاحب العمل يشحن أجزاء طائرة معيبة في انتهاك للوائح السلامة الصادرة بموجب قانون الطيران الفيدرالي لعام 1958) وكذلك رفض القيام بعمل من شأنه أن ينتهك السياسة العامة. في هذا الرسم البياني الحالات الوردية لها "استثناء" يحمي الموظف.
اعتبارا من أكتوبر 2000 تعترف 42 ولاية أمريكية ومقاطعة كولومبيا بالسياسة العامة كاستثناء لقاعدة الإرادة.
الولايات الثمانية التي ليس لديها استثناء هي:
- ألاباما
- فلوريدا - ثلاثة شروط محدودة يمكن أن تلغي اتفاق الإرادة
- جورجيا
- لويزيانا
- مين
- نبراسكا
- نيويورك
- جزيرة رود

### استثناءات العقد الضمنية

الولايات الأمريكية (باللون الوردي) مع استثناء عقد ضمني.

تعترف ستة وثلاثون ولاية أمريكية (ومقاطعة كولومبيا) أيضا بالعقد الضمني كاستثناء من التوظيف حسب الرغبة. بموجب استثناء العقد الضمني لا يجوز لصاحب العمل فصل الموظف "عند إبرام عقد ضمني بين صاحب العمل والموظف على الرغم من عدم وجود صك مكتوب صريح بشأن علاقة العمل". إثبات شروط العقد الضمني غالبا ما يكون صعبا ويقع عبء الإثبات على الموظف المفصول. غالبا ما يتم العثور على عقود العمل الضمنية عندما تشير سياسات الموظفين أو الكتيبات الخاصة بصاحب العمل إلى أنه لن يتم طرد الموظف إلا لسبب وجيه أو تحديد عملية الفصل. إذا قام صاحب العمل بطرد الموظف في انتهاك لعقد العمل الضمني فقد يتم العثور على صاحب العمل مسؤولا عن خرق العقد.
ست وثلاثون ولاية أمريكية لديها استثناء ضمني في العقد. الولايات الـ 14 التي ليس لديها مثل هذا الاستثناء هي:
- أريزونا
- ديلاوير
- فلوريدا
- جورجيا
- إنديانا
- لويزيانا
- ماساتشوستس
- ميسوري
- مونتانا
- شمال كارولينا
- بنسلفانيا
- جزيرة رود
- تكساس
- فرجينيا

يجب التعامل بحذر مع نظرية العقد الضمني للتحايل على التوظيف حسب الرغبة. في عام 2006 قضت المحكمة العليا لتكساس في مقاطعة مستشفى مقاطعة ماتاجوردا ضد بورويل بأن بندا في دليل الموظف ينص على أن الفصل قد يكون لسبب ويطلب من سجلات الموظف تحديد سبب الإنهاء لم يعدل الموظف حسب الرغبة. كما رفضت محكمة الاستئناف بنيويورك وهي أعلى محكمة في الولاية نظرية العقد الضمني للتحايل على التوظيف متى شاءت. في قضية أنتوني لوبوسكو المستأنف ضد شركة هاتف نيويورك / نينيكس المدعى عليه أعادت المحكمة التأكيد على القاعدة السائدة بأن الموظف لا يمكنه الاحتفاظ بدعوى تسريح غير مشروع حيث لا يعترف قانون الولاية بضرر التسريح غير المشروع ولا استثناءات عمليات الفصل التي تنتهك السياسة العامة واحتفظ إخلاء المسؤولية الصريح لكتيب الموظف للموظف بعلاقة العمل حسب الرغبة. في نفس القرار لعام 2000 المذكور أعلاه رأت المحكمة العليا لولاية كاليفورنيا أن طول مدة خدمة الموظف الطويلة والناجحة بمفرده ليست دليلا في حد ذاته على عقد ضمني في الواقع لعدم إنهاء العقد إلا لسبب.

### العقود "الضمنية"

الولايات الأمريكية (باللون الوردي) مع استثناء في ميثاق حسن النية والتعامل العادل.

اعترفت إحدى عشرة ولاية أمريكية بخرق العهد الضمني بحسن النية والتعامل العادل كاستثناء للتوظيف حسب الرغبة. الولايات هي:
- ألاباما
- ألاسكا
- أريزونا
- كاليفورنيا
- ديلاوير
- ايداهو
- ماساتشوستس
- مونتانا
- نيفادا
- يوتا
- وايومنغ

وقد اختلفت تفسيرات المحكمة لهذا الأمر من طلب "سبب عادل" إلى رفض إنهاء الخدمة لأسباب خبيثة مثل إنهاء خدمة الموظف لفترة طويلة فقط لتجنب الالتزام بدفع استحقاقات التقاعد المتراكمة للموظف. رفضت أحكام قضائية أخرى الاستثناء معتبرة أنه من العبء على المحكمة أن تضطر إلى تحديد الدافع الحقيقي لصاحب العمل لإنهاء خدمة العامل.

## استثناءات قانونية
كل ولاية بما في ذلك ولاية مونتانا هي حسب الرغبة بشكل افتراضي. ومع ذلك فإن ولاية مونتانا تخلف عن السداد لفترة اختبار وبعد ذلك يكون الإنهاء قانونيا فقط إذا كان لسبب وجيه.
على الرغم من أن جميع الولايات الأمريكية لديها عدد من الحماية القانونية للموظفين إلا أن دعاوى الإنهاء الخاطئة المرفوعة بموجب أسباب قانونية للإجراءات تستخدم عادة قوانين مكافحة التمييز الفيدرالية والتي تحظر إقالة الموظف أو رفض توظيفه بسبب العرق أو اللون أو الدين أو الجنس أو الأصل القومي أو العمر أو حالة الإعاقة. الأسباب الأخرى التي قد لا يستخدمها صاحب العمل لفصل الموظف حسب الرغبة هي:
- لرفضه ارتكاب أعمال غير قانونية: لا يجوز لصاحب العمل فصل موظف لأن الموظف يرفض ارتكاب فعل غير قانوني.
- إجازة عائلية أو طبية: يسمح القانون الفيدرالي لمعظم الموظفين بأخذ إجازة بسبب مشاكل عائلية أو طبية معينة. لا يجوز لصاحب العمل فصل الموظف الذي يأخذ إجازة عائلية أو طبية لسبب محدد في قانون الإجازة العائلية والطبية لعام 1993.
- للانتقام من الموظف بسبب إجراء محمي اتخذه الموظف: تشمل "الإجراءات المحمية" رفع دعوى الإنهاء غير المشروع أو الشهادة كشاهد في قضية إنهاء غير مشروعة أو حتى معارضة ما يعتقدون سواء كان بإمكانهم إثبات ذلك أم لا ويكون تمييزا غير مشروع. في قضية روس ضد فانجارد الفيدرالية نجح ريموند روس في مقاضاة صاحب العمل لإقالته بسبب مزاعمه بالتمييز العنصري.

تتضمن أمثلة القوانين الفيدرالية ما يلي:
- قانون المساواة في الأجور لعام 1963 (المتعلق بالتمييز على أساس الجنس في دفع الأجور)
- الباب السابع من قانون الحقوق المدنية لعام 1964 (المتعلق بالتمييز على أساس العرق أو اللون أو الدين أو الجنس أو الأصل القومي)
- قانون التمييز على أساس السن في العمل لعام 1967 (المتعلق ببعض التمييز على أساس العمر فيما يتعلق بالأشخاص الذين لا تقل أعمارهم عن 40 عاما)
- قانون إعادة التأهيل لعام 1973 (المتعلق ببعض التمييز على أساس حالة الإعاقة)
- قانون الأمريكيين ذوي الإعاقة لعام 1990 (المتعلق ببعض التمييز على أساس حالة الإعاقة).
- يوفر قانون علاقات العمل الوطني الحماية للموظفين الذين يرغبون في الانضمام إلى نقابة أو تكوينها وأولئك الذين ينخرطون في نشاط نقابي. يحمي القانون أيضا الموظفين الذين يشاركون في نشاط منسق. يضع معظم أرباب العمل قواعد وسياسات مكان العمل في دليل الموظف. من الأحكام الشائعة في هذه الكتيبات بيان أن التوظيف لدى صاحب العمل "حسب الرغبة". في عام 2012 أنشأ المجلس الوطني لعلاقات العمل وهو الوكالة الإدارية الفيدرالية المسؤولة عن إنفاذ قانون العمل الوطني قضيتين تهاجمان إخلاء المسؤولية عن العمل في كتيبات الموظفين. طعن قانون علاقات العمل الوطني في إخلاء المسئولية واسع الصياغة زاعما أن البيانات تشير بشكل غير صحيح إلى أن الموظفين لا يمكنهم التصرف بشكل متضافر لمحاولة تغيير طبيعة عملهم حسب الرغبة وبالتالي تدخلوا في حقوق الموظفين المحمية بموجب قانون علاقات العمل الوطني.

## الجدل
تعرض مبدأ التوظيف حسب الرغبة لانتقادات شديدة بسبب قساوته الشديدة على الموظفين. كما تم انتقادها لأنها مبنية على افتراضات معيبة حول التوزيع المتأصل للسلطة والمعلومات في العلاقة بين الموظف وصاحب العمل. من ناحية أخرى فإن العلماء المحافظين في مجال القانون والاقتصاد مثل الأستاذين ريتشارد أ. إبستين وريتشارد بوسنر يقران التوظيف حسب الرغبة كعامل رئيسي في قوة الاقتصاد الأمريكي.
كما تم تحديد التوظيف في الإرادة كسبب لنجاح وادي السيليكون كبيئة صديقة لرجال الأعمال.
في مقال نُشر عام 2009 لاستطلاع الأدبيات الأكاديمية من مصادر أمريكية ودولية قال أستاذ القانون بجامعة فرجينيا جيه.إتش. فيركيرك أنه "على الرغم من أن الجميع يتفقون على أن رفع تكاليف الفصل يجب بالضرورة أن يردع كل من التسريح والتوظيف الجديد فإن التنبؤات لجميع المتغيرات الأخرى تعتمد بشكل كبير على هيكل النموذج والافتراضات حول المعايير الحاسمة المقبولة بشكل عام في الاقتصاد السائد (لا سيما الاقتصاد الكلاسيكي الجديد) فعلى سبيل المثال أوضح الأستاذان تايلر كوين وأليكس تباروك في كتابهما الاقتصادي أن أرباب العمل يصبحون أكثر ترددا في تعيين الموظفين إذا كانوا غير متأكدين من قدرتهم على طردهم على الفور. ومع ذلك وفقا لنظرية العقد قد يكون رفع تكاليف التسريح أمرا مرغوبا في بعض الأحيان عندما تكون هناك احتكاكات في عمل الأسواق. على سبيل المثال يجادل شميتز (2004) بأن قوانين حماية التوظيف يمكن أن تعزز الرفاهية عندما تكون العلاقات بين المدير والوكيل مبتلاة بمعلومات غير متكافئة.
تم نشر أول دراسة تجريبية رئيسية حول تأثير الاستثناءات على التوظيف حسب الرغبة في عام 1992 بواسطة جيمس ديرتوزوس ولين كارولي إلى انخفاض بنسبة 2.9٪ في إجمالي التوظيف والاعتراف باستثناءات العقد يمكن أن يؤدي إلى انخفاض إضافي بنسبة 1.8٪. وفقًا لفركيركي حظيت ورقة مؤسسة راند "باهتمام ودعاية كبيرين". في الواقع تم الاستشهاد به بشكل إيجابي في كتاب صدر عام 2010 عن معهد كاتو التحرري.
ومع ذلك لم تجد ورقة بحثية كتبها توماس مايلز عام 2000 أي تأثير على التوظيف الكلي ولكنها وجدت أن اعتماد استثناء العقد الضمني يؤدي إلى زيادة استخدام العمالة المؤقتة بنسبة تصل إلى 15٪. حدد العمل اللاحق لديفيد أوتور في منتصف العقد الأول من القرن الحادي والعشرين عيوبا متعددة في منهجية مايلز ووجد أن استثناء العقد الضمني أدى إلى انخفاض إجمالي التوظيف بنسبة 0.8 إلى 1.6٪ وأكد ظاهرة الاستعانة بمصادر خارجية التي حددها مايلز ولكنه وجد أيضا أن استثناءات الضرر في - لن يكون له تأثير ذو دلالة إحصائية. اكتشف أوتور وزملاؤه لاحقا في عام 2007 أن استثناء حسن النية يقلل من تدفقات الوظائف ويبدو أنه يتسبب في زيادة إنتاجية العمل ولكن انخفاض إنتاجية العوامل الإجمالية. بعبارة أخرى يميل أصحاب العمل الذين يجبرون على إيجاد سبب "حسن النية" لفصل موظف إلى أتمتة العمليات لتجنب تعيين موظفين جدد ولكنهم يعانون أيضا من تأثير على إجمالي الإنتاجية بسبب زيادة صعوبة تسريح موظفين غير منتجين.
وجد باحثون آخرون أن الاستثناءات حسب الرغبة لها تأثير سلبي على إعادة توظيف العمال الذين تم إنهاء خدمتهم والذين لم يجدوا وظائف بديلة بعد بينما يجادل خصومهم مستشهدين بالدراسات التي تقول "للأمن الوظيفي تأثير سلبي كبير على معدلات التوظيف" تُظهر الانحدارات المتعالية على الاستثناءات حسب الرغبة آثارا سلبية كبيرة على رفاهية الفرد فيما يتعلق بقيم المنزل والإيجارات والأجور.